# Ктенопома шоколадна
Шоколадна ктенопома (Ctenopoma weeksii) — тропічний прісноводний вид лабіринтових риб з родини анабасових (Anabantidae).

## Видова назва
В старій акваріумній та науковій літературі шоколадна ктенопома фігурує під назвою Ctenopoma oxyrhynchum. Наукова назва виду була предметом дискусії. Оригінальний опис був зроблений на основі єдиного зразку. Згодом назва Ctenopoma weeksii різними авторами застосовувалась до зразків принаймні п'яти різних видів Ctenopoma, зокрема: C. acutirostre, C. ocellatum, C. maculatum, C. oxyrhynchum, C. petherici. Буленджер 1902 року навіть синонімізував C. weeksii з C. maculatum. Згодом з'ясувалося, що голотип C. weeksii насправді належить до широко відомого виду Ctenopoma oxyrhynchum  (Boulenger, 1902). Незважаючи на те, що опис C. weeksii передує на 6 років описові C. oxyrhynchum, було запропоновано зберегти останню назву виду, оскільки назва C. weeksii з 1916 року не використовувалася, або використовувалась неправильно. Проте рішенням Міжнародної комісії зоологічної номенклатури за принципом пріоритету за видом була збережена назва Ctenopoma weeksii, а назва Ctenopoma oxyrhynchum визнана молодшим синонімом.

## Опис
Риби виростають до 10-12 см завдовжки. Тіло помірно видовжене, сплощене з боків, з високою спиною, особливо в старих риб. Висота тіла в 2,4 рази менша за загальну довжину. Хвостове стебло лише позначене.
Довжина голови приблизно дорівнює висоті тіла. Діаметр ока в 3,7-4 рази менший за довжину голови і в 1-1,5 рази за міжорбітальну відстань. Морда гостра, її довжина дорівнює діаметрові ока. Нижня щелепа виступає вперед. Задній край верхньої щелепи сягає рівня під передньою третиною або щонайменше п'ятою частиною діаметра ока. Зяброві кришки мають виріз, над ним розташовано 4-5 зубчиків, ще 1 або 2 зубчики — під ним.
Спинний плавець починається над основою грудних плавців і тягнеться до хвостового плавця. Він має 15-17 твердих і 8-10 м'яких променів. Тверді промені міцні, починаючи з четвертого мають однакову довжину, що майже дорівнює третині довжини голови. М'якопроменева частина плавця округла, значна її частина біля основи вкрита лусками, а найдовші промені як половина довжини голови. Анальний плавець схожий зі спинним, має 8-9 твердих і 6-10 м'яких променів. Хвостовий плавець округлий і значною мірою вкритий лусками. Грудні плавці також округлі, їхня довжина становить приблизно 60 % довжини голови. Черевні плавці не доходять до анального, спинний та анальний майже сягають хвостового.
Луски ктеноїдні, з тонкими смужками. 28 лусок у поздовжньому ряді, 14-16 лусок у верхній бічній лінії, 9-12 лусок у нижній.
Забарвлення мінливе, коричневе до червоно-коричневого, з темним мармуровим малюнком та неправильної форми плямами. Черево та горло сріблясто-сірі. Посередині тіла розташована велика темна пляма та світла зона навколо неї. Під час нересту ця пляма зникає. В багатьох риб область зябер та грудей має білий колір. Характерним елементом забарвлення є дві короткі косі темні смужки на голові. Вони радіально відходять назад від ока: одна йде в напрямку спинного плавця, інша тягнеться дугою до нижнього краю зябрової кришки. Райдужка ока червонувата.
Плавці коричневі, а їхні краї зазвичай чорнуваті. Хвостовий плавець біля основи темно-сірий, центральна його частина молочного кольору, а по краю проходить темна облямівка. Черевні плавці чорні. М'якопроменеві частини спинного та анального плавців майже прозорі.
За переляку шоколадні ктенопоми швидко змінюють забарвлення й стають плямистими. Молоді особини відрізняються чітким темним мармуровим малюнком на тілі.
Стать розрізнити в цих риб практично неможливо. Досвідчені акваріумісти переважно звертають увагу на повноту тіла в дорослих риб. Самки зі зрілою ікрою зазвичай мають товще черево, самці ж трохи стрункіші. При такому способі визначення статі можливі й помилки. Чітко впізнати самців можна лише за наявністю так званих «колючих полів» — плями настовбурченої ікри у формі півмісяця за очима. Ще одна така пляма є на хвостовому стеблі. Ця ознака з'являється в самців розміром 8 см і більше, що старшими й більшими вони стають, тим чіткіше виявляються ці вторинні статеві ознаки. «Колючі поля» легко можна намацати кінчиками пальців, але для цього необхідно виловити відповідну рибу з акваріума.

## Поширення
Шоколадна ктенопома поширена в центральній частині басейну Конго, в межах Демократичної Республіки Конго та Республіки Конго. Зокрема, відома з районів Малебо, водоспаду Стенлі, з басейнів річок Санга (фр. Sangha), Убангі, Чуапа (фр. Tshuapa), Касаї.

## Спосіб життя
Прісноводний бентопелагічний вид риб. Зустрічається переважно в стоячих або з млявою течією водоймах: ставки, озера, затоки, болота тощо. Зазвичай шоколадні ктенопоми тримаються на периферійних ділянках з густою рослинністю, що забезпечує їм певний захист від хижаків. Вода прозора, м'яка (твердість 4-15 °dH), з температурою 24-28 °C і показником pH 6,2-7,2.
Обов'язково мають дихати атмосферним повітрям. Нерідко зустрічаються в гіпоксичних (бідних на кисень) водоймах.
На відміну від багатьох інших лабіринтових риб, цей вид під час нересту гнізд із піни не будує й не доглядає за потомством. Ікру риби викидають у вільній воді. Ікринки містять жир, завдяки чому спливають до поверхні води й лишаються там плавати. Кількість ікри велика, що є важливим за відсутності в шоколадної ктенопоми батьківського піклування.
Своєю поведінкою та характером забарвлення шоколадна ктенопома нагадує південноамериканську рибу-листка (Monocirrhus polyacanthus). Вона може висіти у воді в усіх можливих положеннях, імітуючи опале листя.

## Утримання в акваріумі
Шоколадна ктенопома має комерційне значення як акваріумний вид риб. Це один із найпоширеніших в акваріумах вид ктенопом. Вперше був завезений до Європи (Гамбург, Німеччина) 1952 року з Бельгійського Конго (сучасна Демократична Республіка Конго). 1969 року з'явився в НДР, 1971 року — в СРСР. Розведення в умовах акваріума вже давно освоєне. Всі риби, що пропонуються в торгівлі акваріумними рибами, були виведені в неволі. C. weeksii досі можна побачити в продажу під нині недійсною назвою C. oxyrhynchum.
Вид неагресивний, але за своєю природою є хижаком, їсть дрібну рибу. Можна тримати в спільному акваріумі, але разом із рибами приблизно такого самого розміру, дрібних сусідів сприйматиме за здобич. Шоколадна ктенопома потребує відносно великих акваріумів місткістю близько 100 літрів. Можна тримати цих риб групою в акваріумі відповідного розміру, але всіх їх потрібно запускати туди в молодому віці й одночасно, інакше виникатимуть конфлікти за територію. Шоколадні ктенопоми бувають активними переважно в сутінках та вночі, вдень ховаються в схованках, але загалом вони активніші за більшість інших ктенопом. Трохи лякливі, бояться світла, зазвичай стоять під великими листками рослин, що плавають на поверхні води.
Облаштування акваріума повинно бути зручним для риб. Тут мають бути групи дрібнолистих рослин, що стоять кущами й досягають поверхні води, рослини, що плавають на поверхні води, корчі, гроти та печери з каміння. Загалом шоколадні ктенопоми повинні мати багато схованок. Освітлення неяскраве, ґрунт темний, найкраще дрібний гравій. Акваріум щільно накривають кришкою, щоб риби не вистрибнули з нього.
До води особливих вимог не висувають. Рекомендовані параметри: температура 24–28 °C, показник pH 6,2-7,2, твердість 5-15 °dH.
Їдять усі звичайні види кормів, але перевагу надають живим. Це можуть бути дрібно нарізані дощові черв'яки, личинки комарів, прісноводні креветки. Додатково пропонують багатий на вітаміни сухий корм на рослинній основі.
Звертається увага на обережність при виловлювання риб сачком. Вони часто чіпляються за нього своїми зубчиками, що розташовані на зябрових кришках, і можуть зазнати травм.

## Розведення
Нерест парний, але щоб отримати сумісну пару, рекомендується тримати разом групу молодих риб і дозволити їм самим вибрати собі партнера. За зграйного утримання шоколадні ктенопоми можуть нереститися й у спільному акваріумі, але рекомендується відсадити пару до окремого нерестовища, тому що сусіди можуть поїсти ікру. Як нерестовище використовують акваріум зі схованками розміром до 60 см завдовжки. Його трохи затемнюють, тут має бути багато плавучих рослин, вода повинна бути м'якою та кислою. Для стимуляції готовності риб до нересту їх підгодовують новонародженими мальками живородних риб.
Гнізд ці риби не будують. Нерест найчастіше відбувається пізно ввечері біля дна. Після інтенсивних шлюбних ігор пара блискавично обіймається, й при цьому викидається велика порція дрібної ікри. Ікринки місять жир, вони легші за воду й спливають до поверхні. Риби при цьому плавають поштовхами, нарізно одна від одної. Дуже скоро відбувається наступне спаровування. Загалом самка відкладає до 2000 ікринок.
За потомством шоколадні ктенопоми не доглядають. Тому після нересту риб виловлюють, а нерестовище використовують для вирощування потомства. За температури 28-30 °C личинки вилуплюються приблизно за 24 години, ще за 3 дні вони поглинають вміст жовткового мішка, перетворюються на мальків і починають плавати. Тільки-но мальки попливуть, їх починають годувати коловертками, наупліусами артемій або циклопів. Вирощувати мальків нескладно. Вони бояться світла й постійно тримаються під листям рослин або серед каміння. Цікаво спостерігати, як мальки, шукаючи шати, інколи збираються в справжні грона. Таким чином перший мальок створює тінь для другого, другий — для третього й так далі.
Спочатку передня половина тіла молодих рибок забарвлена в чорний колір, а задня частина прозора. Згодом хвостове стебло також чорніє, а тоді й усе тіло, посередині стає помітною світла горизонтальна смуга. Мальки розміром 20 мм мають дуже темний малюнок, який з віком послаблюється й переходить у коричнювате основне забарвлення.

## Відео
- Species Profile: Ctenopoma weeksii - The mottled Bushfish на YouTube by Aqua — Congo
- Ctenopoma weeksii (Mottled Bushfish) on the hunt на YouTube by Aqua — Congo
- Ctenopoma weeksii на YouTube by Rentnerschwemme
- Mottled ctenopoma　Ctenopoma weeksii на YouTube by Sasuke Tsujita